# Cischweinfia colombiana
Cischweinfia colombiana är en orkidéart som beskrevs av Leslie Andrew Garay. Cischweinfia colombiana ingår i släktet Cischweinfia och familjen orkidéer.
Artens utbredningsområde är Colombia. Inga underarter finns listade i Catalogue of Life.